# Wenn die Marabunta droht
Wenn die Marabunta droht (im Original The Naked Jungle) ist ein US-amerikanischer Horrorfilm des Regisseurs Byron Haskin aus dem Jahr 1954. Das Drehbuch dieser George-Pal-Produktion basiert auf der Erzählung Leiningens Kampf mit den Ameisen (erschienen 1937) des deutsch-österreichischen Autors Carl Stephenson, der eine wahre Begebenheit zu Grunde liegen soll. Im deutschen Fernsehen wurde der Film später auch unter dem Titel Der nackte Dschungel gezeigt.

## Handlung
Durch Vermittlung seines Bruders hat Christopher Leiningen eine Frau geheiratet, ohne sie jemals gesehen zu haben. Sie macht sich auf den Weg nach Südamerika, um ihn auf seiner Kakao-Plantage aufzusuchen, die er nach sehr harter, jahrelanger Arbeit aufgebaut hat. Die unabhängige, schöne Frau gerät an einen kalten, unnahbaren Mann. Auch ihre Bereitschaft anzupacken, lässt Leiningen kalt, er weist sie zurück. Joanna findet sich damit ab und beschließt, das nächste Schiff zu nehmen, das sie in die USA bringt.
Leiningen will sie am nächsten Hafen absetzen, doch sie finden eine bis aufs Skelett abgenagte Leiche. Der Tote ist von angriffslustigen Wanderameisen getötet worden. Das Ameisenheer, das 15 Kilometer lang und zwei Kilometer breit sein soll, wird Marabunta genannt, und strebt auf die Plantage zu. Leiningen weigert sich, seinen Besitz aufzugeben, für den er so hart gearbeitet hat, obwohl er weiß, wie gefährlich und tödlich das Ameisenheer ist, das alles Leben tötet und das niemand aufhalten kann, obwohl es viele bereits versucht haben. Er beschließt, den Angriff der Ameisen abzuwehren. Joanna hilft ihm mutig und entschlossen. Als das Ameisenheer endlich unter größten Opfern abgewehrt ist, ändert Leiningen seine Meinung über seine Frau, die nun bei ihm bleibt.

## Hintergründe
- Die Paramount-Produktion wurde von Juni bis August 1953 in Florida gedreht.
- Die dem Film zu Grunde liegende Erzählung wurde 1948 als Hörspiel ausgestrahlt. Dabei sprach William Conrad – den deutschen Fernsehzuschauern als Detektiv Cannon bekannt – die Rolle des Plantagenbesitzers Leiningen.
- Für Charlton Heston war es der 12. Kinofilm und eine seiner ersten Hauptrollen.
- Regisseur Byron Haskin, der über 30 Filme inszenierte, fing seine Filmlaufbahn als Tricktechniker und Kameramann an, während Produzent George Pal sich auch als Regisseur einen Namen machte.
- Oscarprämiert war Art-Director Sam Comer (1946, zweimal 1951, ein weiterer 1956), Kostüm-Designerin Edith Head (1950, zweimal 1951, 1952 – weitere Oscars dann 1954, 1955, 1961, 1974), Tricktechniker Farciot Edouard (1942, 1943 – dazu Ehren-Oscar 1939 und Spezial-Oscars 1940, zweimal 1944, 1948, zweimal 1956) und Trick-Kameramann John P. Fulton (1946 – ein weiterer 1957 – beide für die besten Effekte)
- Der Kameramann der Second Unit, Loyal Griggs, gewann 1954 den Oscar für die beste Kamera, Drehbuchautor Philip Yordan gewann einen Oscar 1955, Set-Decorator Hal Pereira 1956, Kameramann Ernest Laszlo 1966.
- Uraufführungen

- USA: 3. März 1954
- Deutschland: 17. September 1954
- Österreich: im November 1954

- Bildmaterial aus diesem Film wurde für die Folge Der Ameisenkrieg der Fernsehserie MacGyver 1985 verwendet, in der es ebenfalls um die Abwehr einer Ameisenarmee geht.[2]
- Der 1998 gedrehte Film Marabunta – Killerameisen greifen an (im Original: Legion of Fire: Killer Ants!) weist auffallend viele Parallelen in der Handlung auf.

## Kritiken
„Auf Spannung bedachter, effektvoller Abenteuerfilm.“

„(…); raffinierter, spannender Dschungelschocker. (Wertung: 2½ von 4 möglichen Sternen – überdurchschnittlich)“

„Sauber, unterhaltsam, eindrucksvolle Eingeborenenszenen.“

„Auf Spannung bedachter, effektvoller Abenteuerfilm über die Verteidigung einer Pflanzung im Amazonasgebiet, die um die Jahrhundertwende von Riesenameisen angegriffen wird. (Alternativtitel "Der nackte Dschungel")“

## DVD-Veröffentlichung
- Wenn die Marabunta droht. Paramount Home Entertainment 2005